# Louis Gallien
Louis Eugène Gallien est un biologiste et un zoologiste français né le 2 janvier 1908 à Cherbourg et mort le 6 septembre 1976 à Paris 14e.

## Biographie
Il est le fils de Louis Gallien (1874-1930), un menuisier, épicier, buraliste et d'Eugénie Moret (1873-1957), une épicière, et le troisième d'une famille de quatre enfants dont deux meurent en bas âge.
Il étudie d’abord à Cherbourg avant de venir étudier à l’université de Nantes. Il part ensuite à Paris pour y préparer l’agrégation de sciences naturelles qu’il passe en 1930. Remarqué par Maurice Caullery (1868-1958), celui-ci lui offre un poste de préparateur à la station de biologie marine de Wimereux. Il soutient sa thèse en 1935.
Gallien se tourne alors vers l’étude des hormones sexuelles, récemment découvertes, chez les amphibiens. Il est nommé maître de conférences à Toulouse en 1937, puis à Rennes en 1938, puis à Caen en 1944, enfin à Paris l’année suivante. Professeur titulaire en 1952, il obtient la chaire d’embryologie de la Sorbonne en 1954, année de sa création. Il devient membre de l’Académie des sciences en 1965.
Il est l’auteur d’importants travaux sur le rôle des hormones sur le phénotype sexuel des amphibiens. Il introduit en 1946, le pleurodèle comme animal de laboratoire, ce qui va lui permettre de réussir la première inversion sexuelle par l’utilisation d’hormone en 1954. Il fait expérimenter dans son laboratoire d’embryologie, la transplantation nucléaire des œufs d’urodèles.
Gallien est l’auteur de plus de 200 publications, seul ou avec ses nombreux élèves. Grand pédagogue, il anime durant quarante ans des stages à la station de Wimereux.
Il reçoit de nombreux honneurs comme les Palmes académiques, la Légion d’honneur, etc. Il préside la Société zoologique de France en 1971.
Il est inhumé au cimetière communal de Saint-Briac-sur-Mer auprès de son épouse née Andrée Gueguen décédée le 28 novembre 2000 à l'âge de 87 ans.

## Source
- Charles Houillon (1976). Louis Gallien (1908-1976), Bulletin de la Société Zoologique de France, 101 (4) : 517-523.